# Verso un altrove
Verso un altrove è un film del 2018 diretto da Massimiliano Amato.
Il film è stato presentato al Rome Independent Film Festival 2018.

## Trama
Tommy Fontana, un trentacinquenne italiano, esce di prigione dopo aver scontato una lunga pena detentiva. Cresciuto dentro una struttura di accoglienza di Livorno, ha vissuto praticamente la maggior parte della sua esistenza in cattività, recluso, lontano da tutto.
In carcere, grazie all’incontro con un indiano, si è avvicinato al pensiero di Jiddu Krishnamurti. Un incontro fortunato che lo ha aiutato a liberarsi dei suoi condizionamenti e a raggiungere una maggiore consapevolezza. Una forza interiore che lo sosterrà nella sua sfida più importante, quella di rifarsi una vita.
Al suo rilascio viene consegnato a Tommy il kit di prima necessità, un sostegno destinato a pochi, ma del tutto inadeguato: 50 euro, un biglietto ferroviario chilometrico, e un buono alloggio per una notte in albergo. All'uscita dal carcere, anche in questa occasione, non c’è nessuno ad attenderlo. Pertanto Tommy ha davanti a sé solo 24 ore di tempo per trovare una soluzione al suo sostentamento. È costretto a commettere alcuni reati per recuperare del denaro che gli spetta, ma lo farà senza sparare un solo colpo, senza fare del male a nessuno.
Un percorso che lo porterà inaspettatamente molto lontano, fino nei Paesi Bassi. Giunto ad Amsterdam, Tommy trova rifugio presso una prostituta romena, Irina, una ragazza con un vissuto per certi versi analogo al suo. Ha problemi con la droga, e dei debiti che la spingono a prostituirsi. Tra queste due solitudini nasce un sodalizio, e poco a poco anche l’amore. Non sarà facile, ma alla fine, sia Tommy che Irina, riusciranno a cambiare radicalmente le loro vite e i loro destini, in maniera del tutto pacifica.